# Detlef Kulman
Detlef Kulman (* 1941 in Schweidnitz, Provinz Niederschlesien) ist ein deutscher Slawist, Bibliothekar und Ministerialbeamter im Ruhestand.

## Leben
Nach einem Studium der Slawischen Philologie, Geschichte Ost- und Südosteuropas und der Deutschen und Vergleichenden Volkskunde sowie Balkanologie an der Ludwig-Maximilians-Universität München wurde Kulman 1967 mit einer Dissertation über Das Bild des bulgarischen Mittelalters in der neubulgarischen Erzählliteratur promoviert. Ab 1968 war er an der Universitätsbibliothek München tätig. 1974 wechselte er in die Generaldirektion der Bayerischen Staatlichen Bibliotheken als Referent für das wissenschaftliche Bibliothekswesen. 1978 ging er an das bayerische Kultusministerium als Mitarbeiter im Bibliotheks-, Archiv- und Literaturreferat, das er ab 1986 bis zu seiner Pensionierung 2007 leitete.